# Борис Тагеев
Борис Леонидович Тагеев (на руски: Борис Леонидович Тагеев), използвал псевдонимите Рустум-Бек и Рустам бег, е руски военен офицер, военен кореспондент, етнограф и писател.

## Биография
Роден е в семейство на учители, които го образоват в дома им. Произхожда от персийски род. Завършва морския кадетски корпус в Санкт Петербург. Постъпва на военна служба в 1-ви Туркестански линейни батальон и през 1892 година е вече с чин прапорщик. Изучава нравите, обичаите и културата на местното население, а също и узбекски език. В 1894 година е подпоручик в Оренбургската казашка войска и се сражава на индийската граница. В 1897 година е кореспондент в Гръцко-турската война, а до 1901 година обикаля Япония, Америка и Западна Европа.
През 1902 година се включва в четата на генерал Иван Цончев на ВМОК. Участва в сраженията при Добро поле край Бистрица и при Царев връх със собствено отделение в четата на Стефан Николов. Като кореспондент предава серия репортажи за революционното движение в Македония и отразява бойните действия по време на Илинденско-Преображенското въстание от 1903 година. В края на 1903 година е изпратен на пропагандна обиколка заедно с Пьотър Орловец и Любомир Стоенчев в Западна Европа. Тримата посещават Будапеща, Любляна, Триест, Рим и Ница. Двамата руски журналисти изнасят сказки в защита на македонските българи и събират парични помощи за пострадалите от въстанието. След това се завръща в Русия и става подпоручик от Оренбургската казашка войска.
Автор е и на „Памирските походи. 1892-1895“ (на руски: Памирские походы. 1892 - 1895), в която описва военните конфликти в Памир и етнографските и военните особености на племената, населяващи Афганистан, а също и на „Русские над Индией“ и „Aerial Russia“.
През 1937 година е арестуван от НКВД и е разстрелян през януари 1938 година. На 26 март 1976 година е реабилитиран.